# Ulrich Eicke
Ulrich Eicke   (Wuppertal, 18 de febrer de 1952) és un piragüista en aigües tranquil·les alemany, ja retirat, que va competir sota bandera de la República Federal Alemanya durant les dècades de 1970 i 1980.
El 1976 va prendre part en els Jocs Olímpics d'Estiu de Montreal, on disputà dues proves del programa de piragüisme. En ambdues, el C-1, 500 metres i C-1, 1.000 metres, aconseguí la vuitena posició. El 1984, als Jocs de Los Angeles, guanyà la medalla d'or en la prova dels C-1, 1.000 metres.
En el seu palmarès també destaquen tres medalles de plata al Campionat del Món en aigües tranquil·les, entre les edicions de 1977 i 1985, així com 41 campionats nacionals.